# Rectoria de Llinars del Vallès
La Rectoria de Llinars del Vallès és una obra amb elements gòtics de Llinars del Vallès (Vallès Oriental) inclosa a l'Inventari del Patrimoni Arquitectònic de Catalunya.

## Descripció
Petita edificació adossada a l'església de Santa Maria de Llinars. És de planta quadrangular i coberta a dues vessants. Consta de planta baixa i pis. Els angles de les parets i les obertures estan emmarcades per carreus rectangulars. A la façana principal hi ha un portal allindat amb decoració de rosetes a la llinda. A sobre, una finestra conopial esculturada dins una tipologia goticitzant. Una finestra lateral té decoració en els muntants i a la llinda. Presenta contraforts a la part posterior.

## Història
En el fogatge de 1553 està documentat "Mn. Joan Boter arrendador de la rectoria".